# Rare Diamonds
Rare Diamonds je kompilační album obsahující písně skupiny Warlock a skladby z prvních dvou sólových alb zpěvačky Doro

## Seznam skladeb
1. „All We Are“ - 03:19 - Triumph and Agony (1987) Warlock
2. „Unholy Love“ - 04:42 - Doro (1990)
3. „Fur Immer“ - 04:12 - Triumph and Agony (1987) Warlock
4. „True as Steel“ - 03:20 - True as Steel (1986) Warlock
5. „Beyond the Trees“ - 02:27 - Force Majeure (1989)
6. „East Meets West (live, Marquee, N.Y.City)“ - 03:40
7. „Rare Diamond (live, Lamour, New York)“ - 03:30
8. „You Hurt My Soul“ - 05:40 - You Hurt My Soul "Maxi" (1985) Warlock
9. „Hellbound“ - 03:40 - Hellbound (1985) Warlock
10. „Burning the Witches“ - 04:24 - Burning the Witches (1984) Warlock
11. „Out of Control“ - 04:49 - Hellbound (1985) Warlock
12. „A Whiter Shade of Pale“ - 03:56 - Force Majeure (1989)
13. „Without You“ - 05:35 - Burning the Witches (1984) Warlock
14. „Love Song“ - 03:45 - True as Steel (1986) Warlock